# Parapalpares somalicus
Parapalpares somalicus là một loài côn trùng trong họ Myrmeleontidae thuộc bộ Neuroptera. Loài này được Insom & Carfì miêu tả năm 1989.